# Robert Reinisch
Robert Reinisch (* 9. Dezember 1884 in Gölzau; † 12. Oktober 1957 in Bielefeld) war ein deutscher Politiker (Handwerkerbund).

## Leben
Robert Reinisch wurde als Sohn eines Bauhandwerkers geboren. Nach dem Schulbesuch absolvierte er eine Ausbildung bei der Stadtverwaltung in Zörbig. Von 1914 bis 1916 nahm er als Soldat am Ersten Weltkrieg teil. Bei Kriegsausbruch wurde er zunächst an der Ostfront eingesetzt, aber nach einer dort erlittenen Verwundung leistete er Dienst bei einer Garnison in Karlowitz.
Reinisch war von 1916 bis 1924 Sekretär und danach Syndikus der Handwerkskammer Stadthagen. Zudem wurde er 1918 zum Geschäftsführer des Handwerkerbundes Schaumburg-Lippe berufen. Nach der Zusammenlegung der Handwerkskammern Stadthagen und Bielefeld 1935 übernahm er den Posten des stellvertretenden Geschäftsführers.
Bei der Landtagswahl 1922 wurde er für den Handwerkerbund als Abgeordneter in den Landtag des Freistaates Schaumburg-Lippe gewählt, dem er bis zu seiner Mandatsniederlegung 1926 angehörte.
Im August 1946 wurde Reinisch von der britischen Militärregierung als stellvertretender Geschäftsführer der Handwerkskammer entlassen. Er ging dagegen erfolgreich in Berufung, trat aber bereits im Juli 1947 in den Ruhestand.